# Henley (Suffolk)
Henley is een civil parish in het bestuurlijke gebied Mid Suffolk, in het Engelse graafschap Suffolk.